# Cătălin Dedu
Cătălin Dedu (n. 16 mai 1987, Brașov, România) este un jucător român de fotbal.

## Legături externe
- Cătălin Dedu la romaniansoccer.ro
- Cătălin Dedu la transfermarkt.ro